# Pasgeld
Pasgeld was een buitenplaats ten noorden van Delft en 't Haantje, aan de westzijde van de Delftsche Vliet in de Plaspoelpolder in de Nederlandse plaats Rijswijk (provincie Zuid-Holland). Het is ook de naam voor een buurtschap op dezelfde plek als waar de buitenplaats lag. 

## Historie

### Naamgeving
De reden voor de naamgeving is onbekend. Johan Gram schreef in De Trekvaart tusschen Den Haag en Delft voor de vaartverbreding uit 1892 dat de naam waarschijnlijk herinnert aan de oproep van de trekschuitkapitein om met gepast geld te betalen. Sv.E. Veldhuijzen, die in 1967 uitgebreid over de buitenplaats publiceerde in een jaarboek van Die Haghe, meent dat het geloofwaardiger is dat Pasgeld is afgeleid van passagiegeld, dat staat voor tolgeld, maar ook voor het geld dat voor vervoer betaald moest worden voor de trekschuit. Het begrip passagiegeld (zonder r) kwam hij tegen bij de ordinaties van de trekschuit op de route Den Haag – Delft.

### Indeling hoofdpand
Er is geen bouwtekening bewaard gebleven van het hoofdpand van de buitenplaats, dat in 1682 werd gebouwd. Uit boedelbeschrijvingen uit 1766 en 1809 valt (met het nodige voorbehoud) het volgende op te maken. Het bestond uit vier verdiepingen. Op de begane grond liep in het midden vanaf de voordeur tot aan de achtergevel (met achteruitgang) een brede, rechte gang. Vanaf de hoofdingang waren aan de rechterkant twee grote vertrekken waarneembaar, de eet- en zitkamer. Beide ruimten hadden een schoorsteen. Links was een logeerkamer met in het noordwesten een kleine serre. Naast de serre bevond zich een provisiekamer, ontbijtruimte (bij de beschrijving van 1809 was dit een kleedkamer), een zogenaamde 'rode' kamer (de provisiekamer in 1809) en een klein kabinet. Een trap naar boven had halverwege een portaal. Op de eerste verdieping kwamen vijf kamers uit op een breed portaal. Dat waren de meiden- en kinderkamers, alsook een tweede logeerkamer. In 1766 was er tevens een archiefkamer. Vanaf deze verdieping werd via een trap de zolderverdieping bereikt. Deze bevatte in 1809 een dubbele vliering met twee kamers met meubels, een kamer voor de knecht met twee bedsteden en een kleine kamer. De kelderverdieping was op drie manieren te bereiken. Vanaf de voorkant van het huis onder de voordeur, vanaf de achterkant en via een trap op de begane grond. De kelderverdieping bestond uit een keuken met berghok, een mangel- en naaikamer en ten slotte een poeierkamer.

### Eigenaren
In 1581 kocht Hendrik van Assendelft een stuk land van het klooster Koningsveld, dat ten zuiden van de Delftse omwalling lag. Het klooster had verschillende landerijen, ook ten noorden van Delft. Van Assendelft was kapitein van het Staatse leger. Tijdens de twintig jaren dat hij de buitenplaats bezat kocht hij telkens belendende percelen bij. Hij overleed in 1601 en de buitenplaats werd verkocht aan Willem de Hertoghe, heer van Orsmael, Steen en Hoogenhuyze en lid van de Staten-Generaal van de Nederlanden. Ook hij bezat het twintig jaren. Zijn nazaten kochten een olie- en kruitmolen aan het Jaagpad en nog enkele percelen erbij. Op 9 februari 1658 werd de buitenplaats verkocht aan Nicolaes Ruysch (1607-1670), de voorganger van Johan de Witt als pensionaris van Dordrecht en sinds 1650 griffier van de Staten-Generaal. De verkoopakte geeft aan: "een hofstede, woningen ende landen, boomgaart ende plantagie genoemt Pasgelt". Het landgoed was inmiddels uitgegroeid tot 23 morgen en kostte Ruysch 25.000 Karolingische gulden.
Na het overlijden van Ruysch in 1670 werd het landgoed, dat dan een hofstede heeft en enkele woningen en boomgaarden, geërfd door zijn dochter Elisabeth. Haar echtgenoot Pieter Teding van Berkhout (1643-1713) nam het beheer op zich. Zijn familie leverde vier burgemeesters aan Delft. Hij kocht in 1673 van de familie De Hertoghe voor 575 gulden een stukje land naast de oliemolen. Elisabeth Ruysch stierf in 1704. De buitenplaats kwam vervolgens in het bezit van haar weduwnaar. In 1678 kreeg hij toestemming om een zijarm aan de Vliet te graven om water voor een nieuw aan te leggen visvijver te betrekken. Bij het verlenen van de vergunning werd opgemerkt dat de vaart niet breder mocht worden dan dertig roeden. Aan weerszijden moest verder een dam komen van twaalf voet en één voet boven het waterpeil. De dam moest aan weerszijden beschoeid worden. Tevens liet hij in 1678 en 1679 een nieuwe tuin aanleggen en een vinkenbaan. De architect van al deze nieuwigheden heette Van Sweyten. De totale oppervlakte van tuin, visvijver en vinkenbaan bedroeg ongeveer vier morgen. De familie De Hertoghe verkocht op 15 december 1681 wat ze nog overgehouden had van Pasgeld aan de familie Teding van Berkhout. Zo kwamen twee boerderijen – met de namen Groot- en Klein Pastijdt – in hun bezit, alsook de bijbehorende tuinen en erf. De koopsom bedroeg 1200 gulden en een gouden dukaat. Een jaar later werd de oude hofstede en een van de twee huizen Pastijdt afgebroken en in 1682 vervangen door een groot woonhuis, volgens Pieter Teding van Berkhout van het type "stadshuis-buiten". Het bouwjaar is alleen bekend uit zijn dagboeken. Het Delfts stadsarchief heeft een foto van een gevelsteen waarop in Romeinse cijfers 1682 staat. De steen werd door P.C. Steen geïdentificeerd als een die jarenlang op de grond van de voormalige buitenplaats lag en werd uiteindelijk verkocht aan een Delftse antiquair. Mogelijk gaat het om de gevelsteen van Pasgeld. De architect van het nieuwe hoofdgebouw is onbekend. Ook de bouwtekening is niet behouden gebleven. Normaal gesproken verbleef Pieter met zijn gezin jaarlijks van mei tot oktober op Pasgeld. De andere maanden verbleef hij in zijn pand 'Dry Cooningen' in Delft. 
De timmerman Jan Arense Berkhout legde in 1694 voor 490 gulden een vlonderbrug over de vaart. In zijn testament omschreef Pieter Teding van Berkhout de buitenplaats als "een lastigh stuck goedts, meer tot vermaeck als tot voordeel streckende". De opbrengsten "in tijden van oorlogh niet hebbende konnen goedtmaecken de lasten aen het gemeene landt verschuldicht en daerbij komende het onderhout der thuynen en timmeragie". Om die reden liet hij de buitenplaats na aan zijn oudste zoon Paulus (1776-1756) zonder daarvoor zijn andere kinderen een vergoeding te geven. Bij Pieters overlijden was Pasgeld ongeveer dertig morgen groot, inclusief de landerijen van de boerderij Pastijdt.
Paulus bleef vrijgezel en liet Pasgeld na aan zijn neef Jan Teding van Berkhout (1713-1766), de oudste nog levende zoon van zijn enige broer die kinderen had. Deze breidde de buitenplaats in het noorden uit met vier morgen land. Daardoor kwam Pasgeld pal naast de buitenplaats Elsenburg te liggen. Ook werd drie morgen land aangekocht bij de Kerstanjewetering.  
Jan liet de buitenplaats na aan zijn zoon Willem Hendrik Teding van Berkhout (1745-1809), die op dat moment nog studeerde en daarom geen gelegenheid had de buitenplaats te betrekken. Om die reden werd Pasgeld vanaf 1 januari 1767 voor een jaarlijks bedrag van 750 gulden een tijd verhuurd aan Johan Hendrik van der Does (1727-1781), heer van Goudswaard, raad van Rotterdam, hoogheemraad van Schieland en aan het eind van zijn leven ook nog even bewindhebber van de VOC-Kamer van Rotterdam. Bij het huwelijk van Willem Hendrik Teding van Berkhout in oktober 1768 bevatte de buitenplaats Pasgeld 42 morgen land. De totale waarde werd geschat op 23.000 gulden. Het is niet bekend hoelang Van der Does op Pasgeld bleef wonen, maar in 1772 werd het in ieder geval weer te huur aangeboden. 
Oranjegezinden uit 's-Gravenhage plunderden op 19 september 1787 Delft en trokken 's nachts langs de Vliet naar Pasgeld op en roofden de inhoud van de wijnkelder en gooiden ramen in. Lieden die de buitenplaats in de winter bewoonden, wisten door "vriendelijk en aanhoudend verzoek" erger te voorkomen. Toen Willem Hendrik Teding van Berkhout stierf, werd de buitenplaats per publieke veiling verkocht. Die vond plaats in april 1810. De catalogus gaf aan: "bestaande in een extra royale, hechte, sterke en modern betimmerde herenhuyzinge, tuinmanshuys, stenen schuur, koetshuis, stallinge voor zes paarden en verder getimmerte met deszelfs naar de nieuwste smaak aangelegde plantagien, groot circa 14 morgen". Een andere schuur was ingericht als druivenkast en er zijn iepen- en eikenlanen. Ook werden de belendende 27 morgen landerijen in de verkoop gedaan. Het is notaris Jan Koetsveld du Crocq die het hoogste bod uitbracht. Volgens de socioloog C. Schmidt werd de verkoop door de familie geannuleerd en was het de familie alleen maar te doen om de veilingwaarde vast te stellen. De buitenplaats kwam daardoor uiteindelijk in handen van Willem-Hendriks zoon Iman (1783-1810), minus de 27 morgen landerijen. Iman overleed op 25 juli 1810, vijf dagen na zijn huwelijk. Zijn weduwe Catharina Maria Musketier, een dochter van mr. Willem Musketier Arendsz. die zitting had in de Leidse vroedschap, erfde de buitenplaats en verkocht hem op 26 juli 1811 voor de helft aan Pieter Willem van den Boogaart (1767-1855) en de andere helft aan diens schoonbroer Hugo van Beresteyn, waarbij de kopers verplicht werden om ook enkele grote meubelstukken te kopen. De totale verkoopprijs was 33.000 gulden. 
Sophie Guillaumine Aillaud (1774-1850), de weduwe van Willem Hendrik Teding van Berkhout, bleef op Pasgeld wonen. Toen de vrouw van Van den Boogaart op 21 november 1812 overleed, hertrouwde hij op 28 juli 1813 met de weduwe Aillaud en kocht het deel van Pasgeld op 2 augustus 1813 over van zijn schoonbroer voor een bedrag van 21.000 francs, ofwel 10.000 gulden. De totale oppervlakte van de buitenplaats bedroeg toen twaalf hectare. Aillaud bleef tot haar eigen overlijden op Pasgeld wonen. Van den Boogaart overleed in 1855. Pasgeld werd vervolgens op 30 augustus dat jaar voor 28.500 gulden geveild. De koper was Louis Mathieu Frederic Plate, die onder meer in Nederlands-Indië directeur was geweest van de Javasche Bank. De zoon van Aillaud uit haar eerste huwelijk kocht daarbij een aantal landerijen, die hij tot zijn overlijden in 1877 in bezit hield.
Plate liet in 1856 een plankier aanleggen in de Vliet voor een boot die hij had aangeschaft en in de Molensloot werd een dam gelegd voor het aanpassen van de afwatering. Hij verkocht Pasgeld in 1861 aan Dominicus Hermanus Richard van Gelder (1809-1879), die een carrière in Nederlands-Indië achter de rug had. Toen deze overleed, werd de buitenplaats enkele maanden later voor een bedrag van 26.000 gulden te koop aangeboden. Hoe hoog de koopsom was, is onbekend. 
Gerrit Lensvelt, directeur van Lensvelt Nicola, een Haagse brood- en koekfabriek, was de volgende en laatste eigenaar. In 1883 richtte hij ook een boterfabriek op. In 1889-1890 werd het Rijn-Schiekanaal aangelegd en werd de Vliet verbreed. Het gemeentebestuur onteigende daarvoor een groot deel van het landgoed. Het huis werd voor driekwart afgebroken en Lensvelt bracht op de begane grond van het overgebleven gedeelte zijn boterfabriek onder. Ten noorden hiervan bouwde hij een nieuw huis dat ook de naam Pasgeld kreeg. Hier woonde in 1890 zijn zoon Willem Adriaan. In 1937 werd de vijver gedempt. Er is niets meer over van de oude buitenplaats; er staat nu nieuwbouw.

### Schilderij
Een olieverf op paneel met de Engelse titel A Country House on the Vliet near Delft van de Nederlandse schilder Jan van der Heyden en geschilderd rondom 1660 bevat mogelijk een afbeelding van Pasgeld. Dat is echter onzeker, aangezien het pand op het schilderij niet als zodanig herkenbaar is. Zelfs de afgebeelde waterweg hoeft niet de Vliet te zijn, ook al draagt het werk de naam in de titel. Het schilderij, 46,6 x 58,8 centimeter groot, is sinds 1814 in het bezit van de Britse koninklijke familie en behoorde in 2021 nog toe aan koningin Elizabeth II.
Een prent in spiegelbeeld is afgedrukt in de Catalogus van den Topographischen Atlas van Delft en Delfland uit 1898. Het onderschrift luidt: 'Pasgeld, gezicht op het huis en de Haagsche vaart'. Dezelfde afbeelding komt ook voor in het uit 1757 daterende Recueil de cent estampes van F. Basan. Hier is de begeleidende tekst: 'Canal près de Delft'. Op het schilderij en prent is geen zijarm van de Vliet te zien die in 1678 gegraven werd en het hoofdpand grenst aan een ander gebouw.

## Tramhalte en buurtschap Pasgeld
Tramhalte Pasgeld was van oudsher een halte van tramlijn I¹, sinds 1966 lijn 1, later halte Vrijenbanselaan genoemd en sinds een aantal jaren halte Brasserskade. Het is ook de naam van een buurtschap in de gemeente Rijswijk en ligt op dezelfde plek als waar de buitenplaats lag. De buurtschap werd dan ook naar de buitenplaats vernoemd.  